# Gouvernement Gizenga II
Pour les articles homonymes, voir Gouvernement Gizenga.
Troisième République
Gizenga I Muzito I
Le Président de la République, Joseph Kabila, nomme le Gouvernement dirigé par Antoine Gizenga par l'ordonnance no 07/001 du 5 février 2007. Le Gouvernement a été réaménagé le 25 novembre 2007 par l’ordonnance no 07/071. À la suite de la démission du Premier ministre Gizenga, et la nomination d'Adolphe Muzito le 10 octobre 2008 comme son successeur, ce gouvernement est démissionnaire. Un nouveau gouvernement est nommé le 26 octobre 2008.
Le premier Gouvernement Gizenga compte 60 ministres et vice-ministres, dont 9 femmes.
Le deuxième Gouvernement Gizenga se compose comme suit :

## Premier Ministre
| Images | Fonctions        | Noms            | Parti politique |
| ------ | ---------------- | --------------- | --------------- |
| [[]]   | Premier ministre | Antoine Gizenga | PALU            |

## Ministres d’État
- Agriculture : Mobutu Nzanga (UDEMO)
- Intérieur, décentralisation et sécurité : Denis Kalume Numbi (PPRD)
- Affaires étrangères et de la coopération internationale : Antipas Mbusa Nyamwisi (RCD-K-ML/Forces du Renouveau)
- Enseignement supérieur et universitaire : Sylvain Ngabu Chumbu (PALU)
- Infrastructures, travaux publics et reconstruction : Pierre Lumbi Okongo (MSR)
- ministre d’État près le Président de la République : Nkulu Mitumba Kilombo (PPRD)

## Ministres
- Ministre près le Premier ministre : Godefroid Mayobo Mpwene Ngantien (PALU)
- Affaires foncières : Liliane Mpande Mwaba (CODECO)
- Affaires humanitaires : Jean-Claude Muyambo Kyassa (CODECO)
- Affaires sociales et de la solidarité nationale : Martin Bitijula Mahimba (MSR)
- Budget : Adolphe Muzito (PALU)
- Commerce extérieur :
  - Kasongo Ilunga (6 février 2007)
  - Denis Mbuyu Manga (UNAFEC) (28 mai 2007)[1]
- Condition féminine : Philomène Omatuku Atshakawo Akatshi (PPRD)
- Culture et des arts : Marcel Malenso Ndodila (ACDC)
- Défense nationale et des anciens combattants : Chikez Diemu (PPRD)
- Développement rural : Charles Mwando Nsimba (UNADEF)
- Droits humains : Eugène Lokwa Ilwaloma (PDC)
- Économie nationale : Sylvain Joël Bifuila Tshamuala (PANU)
- Énergie : Salomon Banamuhere Baliene (PPRD)
- Enseignement primaire, secondaire et professionnel : Maker Mwangu Famba (PPRD)
- Environnement : Didace Pembe Bokiaga (PDC)
- Finances : Athanase Matenda Kyelu (Indépendant)
- Fonction publique : Zéphyrin Mutu Diambu-di-Lusala Nieva (MSR)
- Hydrocarbures : Lambert Mende Omalanga (CCU)
- Industrie : Simon Mboso Kiamputu (ARC/Forces du Renouveau)
- Information, Presse et communication nationale : Toussaint Tshilombo Send (PPRD)
- Intégration régionale : Ignace Gata Mavita (PPRD)
- Jeunesse et des sports : Pardonne Kaliba Mulanga (PRM)
- Justice et Droits humains : Mutombo Bakafwa Nsenda[2]
- Mines : Martin Kabwelulu Labilo (PALU)
- Petites et moyennes entreprises : Jean François Ekofo Panzoko (UDEMO)
- Plan : Olivier Kamitatu Etsu (ARC/Forces du Renouveau)
- Portefeuille : Jeannine Mabunda Lioko Mudiayi (PPRD)
- Postes, téléphones et télécommunications : Kyamusoke Bamusulanga Nta-Bote (PPRD)
- Recherche scientifique : Sylvanus Mushi Bonane (UPRDI)Limogé en juillet 2007
- Santé publique : Victor Makwenge Kaput (PPRD)
- Tourisme : Elias Kakule Mbahingana (DCF/COFEDEC)
- Transports et voies de communication : Remy Henri Kuseyo Gatanga (PPRD)
- Travail et de la prévoyance sociale : Marie-Ange Lukiana Mufwankol (PPRD)
- Urbanisme et habitat : Laurent-Simon Ikenge Lisambola (MSR)

## Vice-ministres
- Affaires étrangères : Alain Lubamba wa Lubamba (UDEMO)
- Agriculture : Gentiny Ngobila (PPRD)
- Anciens combattants : Yvonne Iyamulemye Kabano (PANADI)
- Budget : Célestin Mbuyu Kabango (PPRD)
- Congolais de l’étranger : Colette Tshomba Ntundu (Forces du Renouveau)
- Défense nationale : Nelson Paluku Syayipuma (RCD-K-ML/Forces du Renouveau)
- Énergie : Arthur Sedea Ngamo Zabusu (PDC)
- Enseignement primaire, secondaire et professionnel : Modeste Omba Sakatolo (UNAFEC)
- Enseignement supérieur et universitaire : Marie-Madeleine Mienze Kiaku (PPRD)
- Finances : Hangi Binini (MSR)
- Fonction publique : Vincent Okoyo Nembe (RCD-K-ML/Forces du Renouveau)
- Intérieur : Joseph-Davel Mpango Okundo (PALU)
- Justice : Odette Kalinda Mitumbala Odya (PPRD)
- Mines : Victor Kasongo Shomary (PPRD)
- Plan : Ferdinand Essambo Lukye (PPRD)
- Santé publique : Ferdinand Ntua Osiamba (CODECO)
- Sécurité : Daruwezi Mokombe (PPRD)
- Transports : Laure Marie Kawanda Kayena (PALU)
- Travail et de la prévoyance sociale : Télésphore Tsakala Munikengi (CODECO)
- Travaux publics : Gervais Ntirumenyerwa Kimonyo (PANADI)